# Lucybell
Lucybell este o formație chiliană de rock alternativ, synth rock și dream pop. Membrii formației sunt:
- Claudio Valenzuela
- Marcelo Muñoz
- Eduardo Caces
- Francisco González
- Cote Foncea
- Gabriel Vigliensoni